# Giải vô địch bóng đá U-14 châu Á
Giải vô địch bóng đá U-14 châu Á là giải bóng đá do Liên đoàn bóng đá châu Á (AFC) tổ chức hai năm một lần cho các đội tuyển U-14 của các quốc gia Châu Á. 
Giải đấu được tổ chức lần đầu tiên vào năm 2014 với bắt đầu vòng loại. Có 47 đội tham dự chia làm 8 bảng. Đội đứng đầu mỗi bảng được vào vòng bảng của vòng chung kết.

## Các kết quả
| 2014 Chi tiết | Iraq | Iraq | 3–0 | · CHDCND Triều Tiên | Iran 3 Hàn Quốc | 1 | Không |
| 2016 Chi tiết |      |      |     |                     |                 |   |       |

## Xếp hạng các quốc gia
| Đội               | Vô địch   | Á quân   | Hạng ba  | Hạng tư |
| ----------------- | --------- | -------- | -------- | ------- |
| Iraq              | 1 (2014*) |          |          |         |
| CHDCND Triều Tiên |           | 1 (2014) |          |         |
| Iran              |           |          | 1 (2014) |         |
| Hàn Quốc          |           |          | 1 (2014) |         |

* Nước chủ nhà